# Akira Yoshino
Akira Yoshino (吉野 彰, nascut el 30 de gener de 1948) és un químic japonès. És membre d'Asahi Kasei Corporation i professor de la Universitat Meijo de Nagoya. Va crear la primera bateria d'ions de liti segura i viable per a la producció, que es va fer servir àmpliament en telèfons mòbils i ordinadors portàtils. Yoshino va ser guardonat amb el Premi Nobel de Química l'any 2019 juntament amb M. Stanley Whittingham i John B. Goodenough.

## Biografia
Yoshino va néixer a Suita, Japó, el 30 de gener de 1948. Es va graduar a l'escola secundària Kitano a la ciutat d'Osaka (1966). Va obtenir un B.S. el 1970 i un M.S. l'any 1972, tots dos en enginyeria per la Universitat de Kyoto, i doctorat en enginyeria per la Universitat d'Osaka el 2005.
Durant el seu temps a l'escola primària, un dels seus professors li va suggerir que llegís The Chemical History of a Candle de Michael Faraday, i això li va provocar una multitud de preguntes sobre aquest camp, que no s'havia fet mai abans de llegir el llibre.
Durant els seus anys universitaris, Yoshino va assistir a un curs impartit pel químic japonès Kenichi Fukui, el primer destinatari d'ascendència asiàtica oriental a rebre el Premi Nobel de Química.

## Recerca

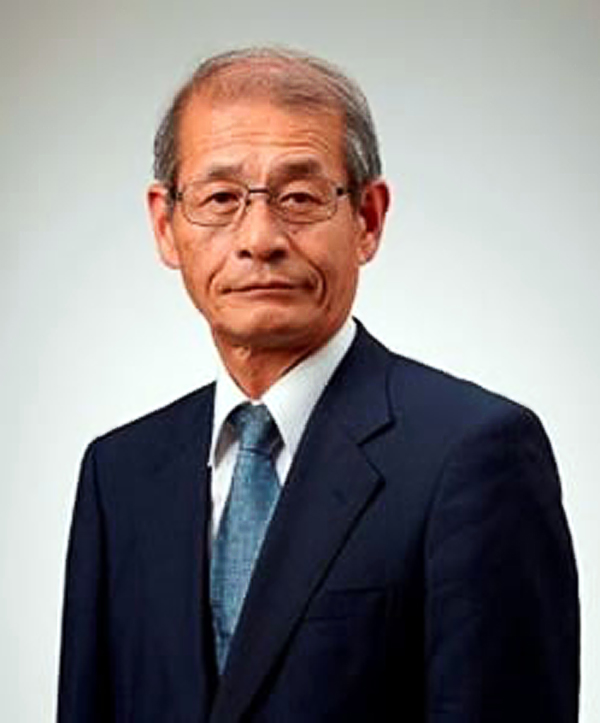
Akira Yoshino

El 1981 Yoshino va començar a investigar sobre bateries recarregables utilitzant poliacetilè. El poliacetilè és el polímer electroconductor descobert per Hideki Shirakawa, qui més tard (l'any 2000) rebria el Premi Nobel de Química pel seu descobriment.
El 1983 va fabricar un prototip de bateria recarregable utilitzant òxid de cobalt de liti (LiCoO₂) (descobert el 1979 per Godshall et al. a la Universitat Stanford, i John Goodenough i Koichi Mizushima a la Universitat d'Oxford) com a càtode i poliacetilè com a ànode. Aquest prototip, en què el material de l'ànode en si no conté liti i els ions de liti migren del càtode LiCoO₂ a l'ànode durant la càrrega, va ser el precursor directe de la moderna bateria d'ions de liti (LIB).
El poliacetilè tenia una densitat real baixa, la qual cosa significava que una gran capacitat requeria un gran volum de bateria, i també tenia problemes d'inestabilitat, de manera que Yoshino va canviar a material carbònic com a ànode i el 1985 va fabricar el primer prototip del LIB i va rebre la patent bàsica. Aquest va ser el naixement de l'actual bateria d'ions de liti.
El LIB en aquesta configuració va ser comercialitzat per Sony el 1991 i per A&T Battery el 1992. Yoshino va descriure els reptes i la història del procés d'invenció en un capítol de llibre del 2014.